# Journée du timbre (timbre de France)

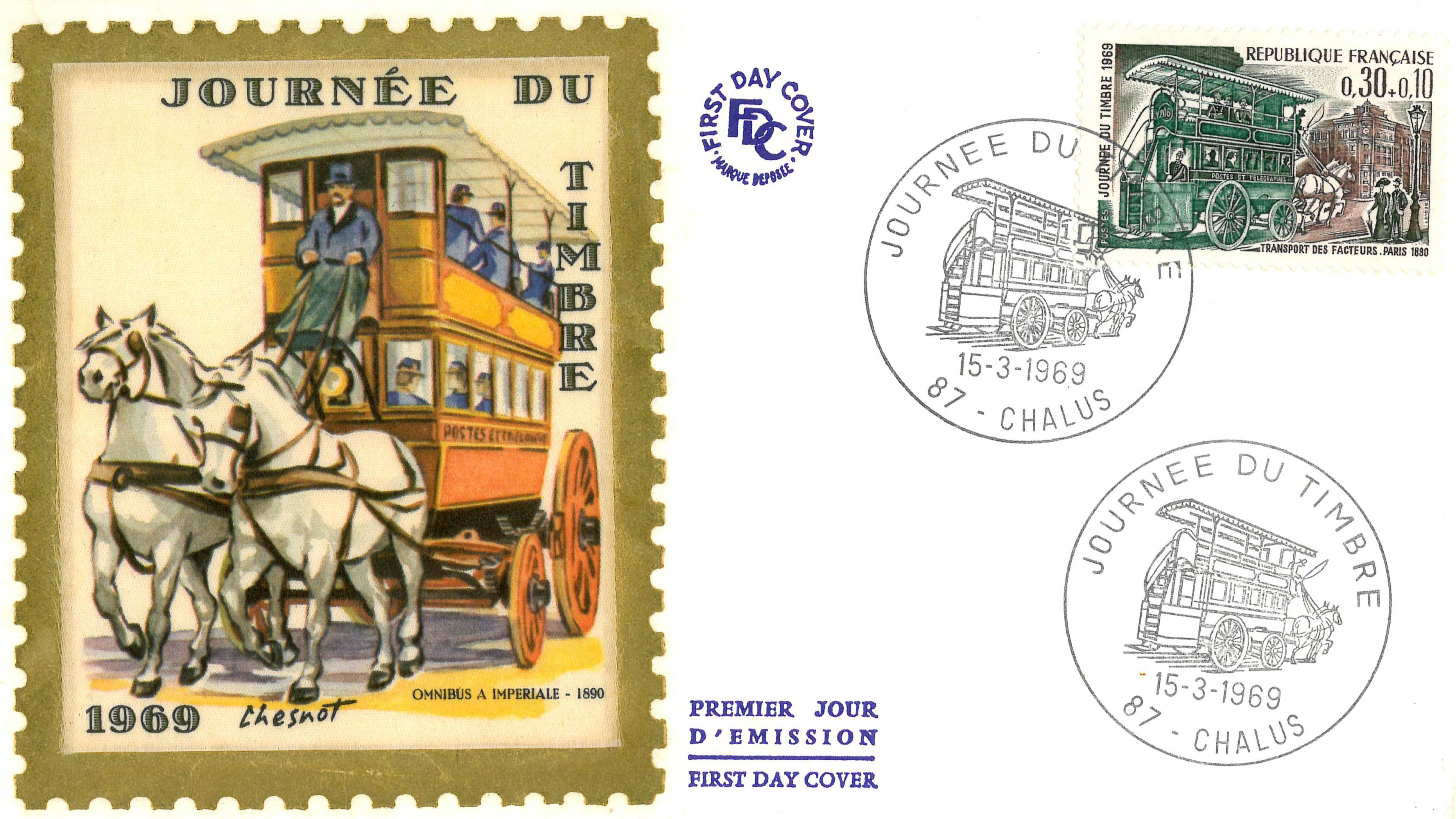
Enveloppe 1er jour de la journée du timbre 1969.

En France, la Journée du timbre (devenue Fête du timbre en 2000) a lieu chaque année depuis 1938. À cette occasion depuis décembre 1944, La Poste émet un timbre-poste. Il porte sur l'histoire postale jusqu'en 1999, puis sur des sujets propres à attirer un jeune public : héros de bande dessinée ou de littérature jeunesse.
La particularité de cette émission est que la manifestation premier jour a lieu dans de nombreuses villes de France : autant les préfectures que les villes disposant d'une association philatélique active.
De 1944 à 2002, une surtaxe au profit de la Croix-Rouge française est perçue sur la vente de ces timbres.
Elle a généralement lieu un week-end de février ou de mars.

## Historique

### Création
La Journée du timbre est créée en France par la Fédération des sociétés philatéliques françaises en 1937. Jusqu'en 1944, cette journée est marquée par l'émission de documents philatéliques réalisés sur les timbres de l'époque avec un cachet commémoratif.
Des entiers timbrés sur commande ont également été émis pour commémorer cette journée.

### Natures des émissions
De 1944 à 1985, l'émission Journée du timbre consiste en un timbre imprimé en feuille. Il porte une illustration en rapport avec le système postal (histoire, personnalité, transport, etc.).
Depuis 1985 est apparu l'usage d'émettre un carnet reprenant avec une différence le timbre de feuille. La différence a été la couleur d'un élément de l'illustration, puis la dentelure.
De 1993 à 2003, pour des raisons comptables liées à la répartition des produits de la vente, le carnet a comporté trois timbres avec et quatre timbres sans surtaxe. La surtaxe est toujours reversée à la Croix-Rouge alors que la valeur des timbres sans surtaxe est destinée à financer l'Association pour le développement de la philatélie. Depuis 1996, les formats des timbres et du carnet ont été modifiés. Un bloc illustré mettant en scène le timbre est émis de 1999 à 2003, portant la surtaxe Croix-Rouge.
En 2004, le système est complètement modifié : les timbres ne portent plus de surtaxe. Trois types sont émis. Celui portant l'illustration la plus importante est émis sous forme de feuille et est compris dans le carnet avec des timbres des deux autres types. Les valeurs faciales correspondent à trois tarifs et sont inscrits en toutes lettres dès 2005. L'Association pour le développement de la philatélie est désormais financée par le produit de la vente de deux timbres « LETTRE 20g » du carnet.

### Tarifs postaux et durée de vente
Cette série annuelle permet d'étudier l'évolution des tarifs postaux et de la durée de la mise en vente des timbres illustrés.
Jusqu'aux années 2000, le timbre Journée du timbre reste en vente de quatre à sept mois après l'émission ; neuf mois pour le timbre Jour de fête de Jacques Tati en 1993. Depuis 2003 et les nouveaux carnets à trois tarifs, la vente dure un an au moins jusqu'à la Journée du timbre suivante.
De 1944 à 1970, la valeur faciale du timbre Journée du timbre correspond à l'affranchissement d'une carte postale. Le lecteur des valeurs des timbres peut constater une inflation de 1944 à 1950, avant une stabilisation du tarif à 12 francs. Depuis 1970, le timbre permet l'affranchissement d'une lettre de moins de 20 grammes.

### Depuis 1999
Avec le thème des personnages de bande dessinée et la nouvelle dénomination Fête du timbre, La Poste cherche à attirer un public plus jeune à la collection de timbres. Cependant, contrairement à l'émission Philatélie de la jeunesse en Belgique, ces personnages sont rarement mis en situation postale (transport de courrier, écriture, etc.) et sont représentés comme dans l'action de leurs histoires.
Depuis 1999, les timbres émis sont imprimés en héliogravure alors qu'auparavant, la grande majorité des émissions sont gravées en taille-douce.

## Usage au Maghreb
[à compléter]
Avant les indépendances de l'Algérie et de la Tunisie, plusieurs timbres Journée du timbre ont servi, surchargés du nom de ces territoires, dans chacun d'entre eux. Le Maroc émet ses propres timbres.

## Liste des émissions par thèmes
Jusqu'en 1999, sauf mention différente, les timbres sont imprimés en taille-douce. Après 1999, ils sont imprimés en héliogravure. En taille-douce, si un seul nom figure dans la colonne « Dessinateur et graveur », l'artiste a effectué les deux opérations.

### Personnalités de l'histoire postale
Le premier thème développé est l'histoire postale de France à travers six hommes d'État célébrés pour leurs actions en faveur de la création d'un système postal. Les six timbres sont imprimés en taille-douce.
Entre guillemets, l'expression qui figure sur le timbre.
| Année | Valeur faciale (en ancien franc) | Personnage                     | Dessinateur et graveur    | Commentaires                                                                                   |
| ----- | -------------------------------- | ------------------------------ | ------------------------- | ---------------------------------------------------------------------------------------------- |
| 1944  | 1,50 + 3,50                      | Renouard de Villayer           | Robert Louis Henri Cortot | « Création de la petite poste » de Paris en 1653. Représenté par ses armoiries.                |
| 1945  | 2 + 3                            | Louis XI                       | Raoul Serres              | « Créateur de la poste d'État » au XVe siècle.                                                 |
| 1946  | 3 + 2                            | Guillaume Fouquet de la Varane | Raoul Serres              | « Vers 1596, met la poste d'État à la disposition du public. »                                 |
| 1947  | 4,50 + 3,50                      | Marquis de Louvois             | Raoul Serres              | « Surintendant général des postes 1688-1691. » Il fonde la Ferme générale des postes.          |
| 1948  | 6 + 4                            | Étienne Arago                  | Raoul Serres              | « Fait adopter le timbre-poste en 1848. » Timbre sur timbre où apparaît l'effigie de la Cérès. |
| 1949  | 15 + 5                           | Choiseul                       | Raoul Serres              | « surintendant général des postes 1760-1770. »                                                 |

À partir de 1949, débutent les thèmes des moyens de transport du courrier et de l'évolution des costumes de facteur. Mais, quelques personnalités de l'histoire postale illustrent certaines années le timbre.
| Dates d'émission et de retrait | Valeur faciale (en ancien franc) | Personnage        | Dessinateur et graveur | Commentaires |
| ------------------------------ | -------------------------------- | ----------------- | ---------------------- | --- |
| 1953                           | 12 + 3                           | Comte d'Argenson  | Raoul Serres           | « Surintendant général des postes 1743-1757. » |
| 1954                           | 12 + 3                           | Lavalette         | Jules Piel             | « Directeur général des postes 1804-1815. » |
| 1956                           | 12 + 3                           | François de Taxis | Jean Pheulpin          | « 1450-1517, grand maître des postes » sous Charles Quint. La famille de Tour et Taxis (Thurn und Taxis) a contrôlé un important réseau postal dans le Saint-Empire jusqu'au XIXe siècle. Pheulpin a travaillé à partir d'une gravure d'Albrecht Dürer. |

### Histoire du costume des facteurs
L'évolution du costume du facteur est un thème qui est revenu régulièrement, parmi les timbres sur les moyens de transport du courrier.
| Année | Valeur faciale (en ancien franc; nouveau franc en 1960). | Sujet                                             | Dessinateur et graveur                    | Commentaires                                                               |
| ----- | -------------------------------------------------------- | ------------------------------------------------- | ----------------------------------------- | -------------------------------------------------------------------------- |
| 1950  | 12 + 3                                                   | Le facteur rural                                  | Albert Decaris                            |                                                                            |
| 1961  | 0,20 + 0,05                                              | Facteur de la petite poste de Paris               | Raoul Serres                              | Costume vers 1760.                                                         |
| 1967  | 0,25 + 0,10                                              | Facteur du Second Empire                          | Georges Bétemps                           |                                                                            |
| 1968  | 0,25 + 0,10                                              | Facteur rural de 1830                             | Pierre Béquet                             |                                                                            |
| 1970  | 0,40 + 0,10                                              | Facteur de ville vers 1830                        | Pierre Béquet                             | Le timbre permet désormais d'affranchir seul une lettre simple.            |
| 1972  | 0,50 + 0,10                                              | Facteur rural à bicyclette en 1894                | Jean Pheulpin                             | Au fond, l'église de Champignelles (Yonne)                                 |
| 1975  | 0,80 + 0,20                                              | Plaque de facteur                                 | Jean Pheulpin héliogravure                | Premier timbre Journée du timbre imprimé en héliogravure.                  |
| 1993  | 2,50 + 0,60                                              | La distribution du courrier par un facteur à vélo | Mise en page Charles Bridoux héliogravure | D'après l'affiche de René Péron pour le film Jour de fête de Jacques Tati. |

### Histoire du transport du courrier
L'histoire des moyens de transport du courrier est balayé lors de la Journée du timbre depuis l'époque gallo-romaine jusqu'au XXe siècle.
| Année | Valeur faciale (en ancien franc; nouveau franc en 1960). | Sujet                                    | Dessinateur et graveur | Commentaires |
| ----- | -------------------------------------------------------- | ---------------------------------------- | ---------------------- | --- |
| 1951  | 12 + 3                                                   | Tri du courrier dans un train postal     | Albert Decaris         | Wagon postal |
| 1952  | 12 + 3                                                   | Malle-poste de 1844                      | Henry Cheffer          | |
| 1955  | 12 + 3                                                   | « La poste par ballon »                  | Raoul Serres           | La scène représente le départ d'un ballon monté pendant le siège de Paris (1870).                                                                               |
| 1957  | 12 + 3                                                   | Service maritime postal                  | Albert Decaris         | Felouque postale entre Marseille et Gênes, milieu du XVIIIe siècle.                                                                                             |
| 1958  | 15 + 5                                                   | Distribution postale motorisée           | Pierre Gandon          | Scène de campagne avec facteurs à bicyclette, motocyclette et en voiture Citroën 2CV.                                                                           |
| 1959  | 20 + 5                                                   | Service aéropostal de nuit               | Pierre Gandon          | 20e anniversaire de ce service. Douglas DC-3 atterrissant sur une piste de nuit. Le type sert pour le 25e anniversaire en 1964 avec faciale 0,25 nouveau franc. |
| 1960  | 0,20 + 0,05                                              | Pose d'un câble sous-marin               | Raoul Serres           | Le bateau est le navire-câblier Ampère |
| 1962  | 0,20 + 0,05                                              | Messager royal, fin du Moyen Âge         | Robert Cami            | |
| 1963  | 0,20 + 0,05                                              | Poste gallo-romaine                      | Jules Piel             | |
| 1964  | 0,20 + 0,05                                              | Courrier à cheval (XVIIIe siècle)        | Robert Cami            | D'après une gravure de C. Parrocel. |
| 1965  | 0,25 + 0,10                                              | Paquebot-poste La Guienne                | Robert Cami            | |
| 1969  | 0,30 + 0,10                                              | Transport des facteurs dans Paris (1880) | Pierre Béquet          | Le transport s'effectue en omnibus à chevaux. |
| 1971  | 0,50 + 0,10                                              | Poste aux armées 1914-1918               | Pierre Béquet          | |
| 1973  | 0,50 + 0,10                                              | Relais de poste                          | Eugène Lacaque         | |
| 1977  | 1,00 + 0,20                                              | L'enseigne d'un relais de poste          | Michel Monvoisin       | Celui de Marckolsheim. |

De 1986 à 1989, la série des anciennes voitures de poste voit l'émission des premiers carnets Journée du timbre. Les timbres de carnet se distinguent de ceux de feuille par leur couleur de fond.
| Année | Valeur faciale (en franc). | Sujet                | Dessinateur et graveur | Couleurs et commentaires          |
| ----- | -------------------------- | -------------------- | ---------------------- | --------------------------------- |
| 1986  | 2,20 + 0,60                | Malle-poste Briska   | Claude Durrens         | Feuille : beige. Carnet : jaune.  |
| 1987  | 2,20 + 0,60                | Berline              | Claude Durrens         | Feuille : beige. Carnet : bleu.   |
| 1988  | 2,20 + 0,60                | Voiture montée       | Claude Durrens         | Feuille : violet. Carnet : beige. |
| 1989  | 2,20 + 0,60                | Diligence Paris-Lyon | Claude Durrens         | Feuille : bleu. Carnet : violet.  |

### Le traitement du courrier
La Poste a, entre autres émissions, utilisé la Journée du timbre pour présenter la modernisation de ses installations à partir des années 1970.
| Année | Valeur faciale (en franc). | Sujet                                         | Dessinateur et graveur | Couleurs et commentaires                                  |
| ----- | -------------------------- | --------------------------------------------- | ---------------------- | --------------------------------------------------------- |
| 1974  | 0,50 + 0,10                | Centre de tri automatique d'Orléans-la-Source | Cécile Guillame        |                                                           |
| 1978  | 1,00 + 0,80                | Relevage du courrier en 1900                  | Pierre Forget          | Un facteur récupère le courrier dans une colonne Dufayel. |
| 1979  | 1,20 + 0,30                | Paris - Hôtel des postes                      | Claude Durrens         | Exemple d'une carte postale sur timbre.                   |
| 1985  | 2,10 + 0,50                | Machine à oblitérer Daguin                    | Georges Bétemps        |                                                           |

De 1990 à 1993, les activités principales de La Poste deviennent le thème de la série. Émis en timbre de feuille et en carnet de six, les deux types de timbres se distinguent par une partie de la couleur de fond.
| Année | Valeur faciale (en franc). | Sujet                               | Dessinateur et graveur        | Couleurs et commentaires |
| ----- | -------------------------- | ----------------------------------- | ----------------------------- | --- |
| 1990  | 2,30 + 0,60                | Les services financiers de La Poste | Patrick Cambolin héliogravure | Composition : regard, chiffres et clavier d'ordinateur. Feuille : bleu. Carnet : vert.                                                                 |
| 1991  | 2,50 + 0,60                | Le tri postal                       | Patrick Cambolin héliogravure | Feuille : bleu. Carnet : violet. L'enveloppe porte le timbre annonçant les Jeux olympiques d'Albertville. Elle porte le code postal de Lattes (34970). |
| 1992  | 2,50 + 0,60                | L'accueil                           | Patrick Cambolin offset       | Feuille : gris. Carnet : rouge. Mise en page par Charles Bridoux.                                                                                      |

### Écrire une lettre
De 1980 à 1984, la correspondance est le thème à travers des œuvres d'art. Les timbres sont émis dans un format plus grand, se rapprochant davantage du format habituel des timbres de la série artistique.
| Année | Valeur faciale (en franc). | Sujet                    | Dessinateur et graveur   | Commentaires                                                                         |
| ----- | -------------------------- | ------------------------ | ------------------------ | ------------------------------------------------------------------------------------ |
| 1980  | 1,30 + 0,30                | Lettre à Mélie           | Mario Avati héliogravure |                                                                                      |
| 1981  | 1,40 + 0,30                | La lettre d'amour        | Claude Durrens           | D'après une peinture de Francisco de Goya.                                           |
| 1982  | 1,60 + 0,40                | Femme lisant             | Czesław Słania           | D'après une peinture de Pablo Picasso.                                               |
| 1983  | 1,80 + 0,40                | Homme dictant une lettre | Pierre Gandon            | D'après un dessin de Rembrandt.                                                      |
| 1984  | 2,00 + 0,40                | Diderot                  | Eugène Lacaque           | D'après une œuvre de Louis-Michel van Loo. Diderot est représenté en train d'écrire. |

### Histoire du timbre
En 1966, un timbre présente une des étapes de fabrication d'un timbre. En 1976, l'anniversaire d'une séries de timbres d'usage courant est célébré par l'émission Journée du timbre.
| Année | Valeur faciale (en franc). | Sujet                | Dessinateur et graveur | Commentaires                                           |
| ----- | -------------------------- | -------------------- | ---------------------- | ------------------------------------------------------ |
| 1966  | 0,25 + 0,10                | Gravure d'un poinçon | Pierre Béquet          | Une étape de l'impression d'un timbre en taille-douce. |
| 1976  | 0,80 + 0,20                | Type Sage 1876-1976  | Georges Bétemps        |                                                        |

Ce thème est repris de 1993 à 1998 à l'approche du 150e anniversaire de l'émission de la Cérès, première timbre-poste français.
| Année | Valeur faciale (en franc). | Sujet                        | Dessinateur et graveur                          | Commentaires                                                                     |
| ----- | -------------------------- | ---------------------------- | ----------------------------------------------- | -------------------------------------------------------------------------------- |
| 1994  | 2,80 + 0,60                | Marianne de Dulac 1944-1994  | Charles Bridoux (mise en page) Claude Jumelet   | D'après le timbre d'Edmond Dulac.                                                |
| 1995  | 2,80 + 0,60                | Marianne de Gandon 1945-1995 | Charles Bridoux (mise en page) Jacky Larrivière | D'après le timbre de Pierre Gandon.                                              |
| 1996  | 2,80 + 0,60                | Semeuse 1903                 | Charles Bridoux Claude Jumelet                  | D'après le dessin d'Oscar Roty. Modification du format des timbres et du carnet. |
| 1997  | 3,00 + 0,60                | Mouchon 1902                 | Charles Bridoux Jacky Larrivière                | D'après le dessin de Louis-Eugène Mouchon.                                       |
| 1998  | 3,00 + 0,60                | Blanc 1900                   | Charles Bridoux Claude Jumelet                  | D'après le dessin de Joseph Blanc.                                               |

### Personnages de bande dessinée, de dessins animés et de littérature jeunesse
Pour attirer un jeune public vers la collection de timbres, les personnages de bande dessinée deviennent le sujet de la Journée du timbre en 1999. La journée est rebaptisée « Fête du timbre » en 2000.
Si la poste belge utilise dès 1979 et sans discontinuité depuis 1987 des personnages de bande dessinée pour sa série Philatélie de la jeunesse, ces personnages sont le plus souvent mis en situation de collectionneurs de timbres ou de transport du courrier. En France, en ce qui concerne les émissions Fête du timbre, la relation personnage/activité postale n'existe pas.
Voir articles thématiques : bande dessinée sur timbres de Belgique et de France.
Ci-dessous, les émissions comprenant timbre, carnet et bloc. Les timbres à surtaxe sont issus du carnet ou du bloc ; les timbres de feuille se distinguent par leur dentelure.
| Année | Valeur faciale (en franc puis euro) | Personnage                                                       | Dessinateur   | Commentaires |
| ----- | ----------------------------------- | ---------------------------------------------------------------- | ------------- | --- |
| 1999  | 3,00 + 0,60                         | Astérix                                                          | Albert Uderzo | Le bloc et la couverture du carnet présentent d'autres personnages d'Astérix. |
| 2000  | 3,00 + 0,60 0,55 €                  | Tintin et Milou                                                  | Hergé         | Le bloc représente des scènes typiques de la série. |
| 2001  | 3,00 + 0,60 0,55 €                  | Gaston Lagaffe et son chat                                       | Franquin      | |
| 2002  | 0,46 € + 0,09 €                     | Boule et Bill                                                    | Jean Roba     | Émis sous forme de deux timbres différents : * sans surtaxe, Boule, Bill et des oiseaux, * avec surtaxe, jeu de ballon entre les deux héros. Le bloc forme une scène familiale de jeu de ballon. |
| 2003  | 0,46 € + 0,09 €                     | Lucky Luke et Jolly Jumper avec Rantanplan sur le timbre surtaxé | Morris        | Émis sous forme de deux timbres différents : * sans surtaxe, équilibrisme à cheval, * avec surtaxe, chevauchée avec Rantanplan. Le bloc représentant une scène de poursuite des Dalton.          |

Ci-dessous, les émissions à trois tarifs.
| Année                                                                                         | Valeur faciale en euro)                                                | Personnage                                                                        | Dessinateur             | Commentaires |
| --------------------------------------------------------------------------------------------- | ---------------------------------------------------------------------- | --------------------------------------------------------------------------------- | ----------------------- | --- |
| 2004                                                                                          | 0,45 € 0,50 € 0,75 €                                                   | Donald Duck Mickey Mouse Minnie Mouse                                             | The Walt Disney Company | Le timbre « Mickey » est le seul émis en feuille. |
| 2005                                                                                          | ÉCOPLI 20 g LETTRE 20 g MONDE 20 g                                     | Manu Titeuf Nadia                                                                 | Zep                     | Le timbre « Titeuf » (un doigt dans le nez) est le seul émis en feuille. |
| 2006                                                                                          | ÉCOPLI 20 g LETTRE 20 g MONDE 20 g                                     | Spirou, Fantasio et Spip Spirou Fantasio                                          | José Luis Munuera       | Le timbre « Spirou » est le seul émis en feuille. |
| En 2007, c'est une série de romans de la littérature jeunesse qui est choisie.                |                                                                        |                                                                                   |                         | |
| 2007                                                                                          | Écopli 20 g Lettre prioritaire 20 g Monde 20 g                         | Ron Weasley Harry Potter Hermione Granger                                         |                         | Le timbre « Harry Potter » est le seul émis en feuille. Trois feuillets de cinq timbres pré-personnalisés avec des éléments de l'univers d'Harry Potter sont vendus 6,50 € chacun. |
| En 2008, les dessins animés apparaissent avec les personnages de Tex Avery, notamment Droopy. |                                                                        |                                                                                   |                         | |
| 2008                                                                                          | 0,55 € / lettre prioritaire 20 g                                       | Droopy La girl Le loup                                                            | Tex Avery               | Les trois timbres sont au même tarif. Les trois timbres de 0,55 € en triptyque gommé. Carnet de dix timbres autocollants à valeur d'usage (lettre prioritaire 20 grammes). Trois feuillets de cinq timbres se-tenant à une vignette illustrée. Un bloc d'un timbre de 2,18 € avec une légende imprimée avec une encre thermo-sensible.                                                                           |
| 2009                                                                                          | 0,56 € / lettre prioritaire 20 g 1,00 € / lettre prioritaire 20 à 50 g | les Looney Tunes : Bugs Bunny & Daffy Duck Titi & Gros Minet Bip Bip & le Coyotte | studio Warner Bros.     | Trois timbres dont l'expression de la valeur faciale varie selon le conditionnement : 1 carnet autocollant de 12 timbres (des trois types lettre prioritaire 20 grammes) ; 1 feuille gommée en vente divisible de 48 timbres (des trois types à 0,55 €). Trois mini-feuillets de 5 timbres personnalisés avec chacun 1 visuel différent. Un feuillet d'un timbre d'un euro reprenant l'ensemble des personnages. |

### Le développement durable
Entre 2010 et 2013, le thème de la fête du timbre est le développement durable, mettant à l'honneur les quatre éléments.
| Année | Valeur faciale en euro) | Sujet    | Dessinateur                                  | Commentaires |
| ----- | ----------------------- | -------- | -------------------------------------------- | --- |
| 2010  | 0,56 € 0,89 € 2,00 €    | L'eau    | Yves Beaujard Damien Challet Sarah Lazarecic | Un timbre gommé reproduit la Marianne et l'Europe à la droite d'un grand format, voisinant avec une représentation de vagues et la légende « Protégeons l'eau ». Un carnet de douze montages photographiques sur les différentes utilisations de l'eau ou des risques l'affectant. Un feuillet d'un timbre à 2,00 € reproduisant une photo du Bassin d'Apollon situé dans les jardins de Versailles. Une planche de dix timbre personnalisés Maud Fontenoy « Sauvons les océans ».                                                                                  |
| 2011  | 0,58 € 2,00 €           | La terre | Yves Beaujard Etienne Théry                  | Un timbre gommé reproduit la Marianne et l'Europe à la droite d'un grand format, voisinant avec une représentation d'une main repiquant une bouture et la légende « Protégeons la terre ». Un carnet de douze dessins évoquant la « terre nourricière ». Un feuillet d'un timbre à 2,00 € parfumé, reproduisant une planche du jardin fruitier du Museum « fraise rubis ». Pour la première fois est édité un collector spécial avec 10 timbres illustrés par des fleurs, dont cinq « timbres à planter » avec des graines issues de variétés utiles à l’ecosystème |
| 2012  |                         | Le feu   | Yves Beaujard                                | Un timbre gommé reproduit la Marianne et l'Europe à la droite d'un grand format, voisinant avec une représentation de flamme et la légende « Le timbre fête le feu ». |

### Sources
- Catalogue de cotations de timbres de France, éd. Dallay, 2005-2006. Comprend les dates d'émission et de retrait, ainsi que le nom des artistes.
- Presse philatélique française.